# Chapel Club
Chapel Club er et indie-rockband fra London, England. De forventes at udsende deres debut-album "Palace" i slutningen af januar 2011.
| Musikgruppe | Spire Denne artikel om en britisk musikgruppe er en spire som bør udbygges. Du er velkommen til at hjælpe Wikipedia ved at udvide den. |